# Mistrzostwa Europy w Lekkoatletyce 1974 – bieg na 100 m przez płotki kobiet

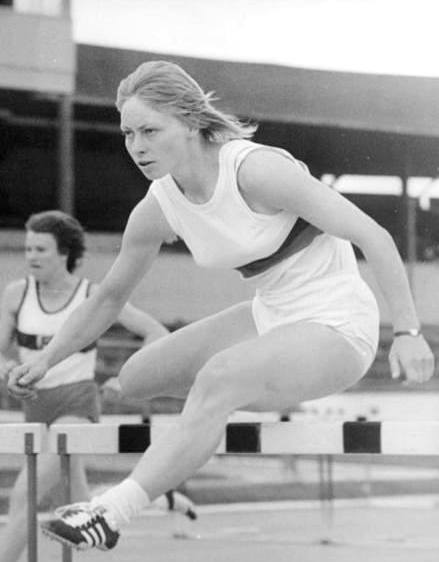
Annelie Ehrhardt

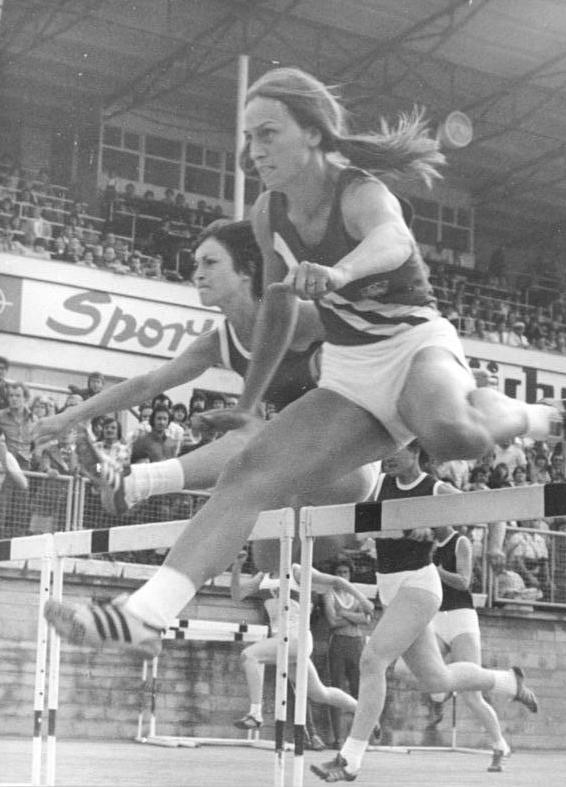
Annerose Fiedler (z lewej)

Bieg na dystansie 100 metrów przez płotki kobiet był jedną z konkurencji rozgrywanych podczas XI Mistrzostw Europy w Rzymie. Biegi eliminacyjne i półfinałowe zostały rozegrane 6 września,  a bieg finałowy 7 września 1974 roku. Zwyciężczynią tej konkurencji została reprezentantka Niemieckiej Republiki Demokratycznej Annelie Ehrhardt. W rywalizacji wzięło udział siedemnaście zawodniczek z dziesięciu reprezentacji.

## Rekordy
| Rekord świata     | Annelie Ehrhardt (GDR) | 12,3  | Drezno, NRD         | 22.07.1973 |
| Rekord Europy     | Annelie Ehrhardt (GDR) | 12,3  | Drezno, NRD         | 22.07.1973 |
| Rekord mistrzostw | Karin Balzer (GDR)     | 12,94 | Helsinki, Finlandia | 13.08.1971 |

## Wyniki

### Eliminacje
Rozegrano trzy biegi eliminacyjne. Do półfinałów awansowały po cztery najlepsze zawodniczki każdego biegu eliminacyjnego (Q), a także cztery spośród pozostałych z najlepszymi czasami (q).
Bieg 1
| Miejsce | Zawodniczka         | Czas  | Uwagi |
| ------- | ------------------- | ----- | ----- |
| 1       | Annelie Ehrhardt    | 13,32 | Q     |
| 2       | Judy Vernon         | 13,74 | Q     |
| 3       | Marlies Koschinski  | 13,84 | Q     |
| 4       | Margit Hansen       | 14,12 | Q     |
| 5       | Bożena Nowakowska   | 14,23 | q     |
| 6       | Antonella Battaglia | 14,56 |       |

Bieg 2
| Miejsce | Zawodniczka        | Czas  | Uwagi |
| ------- | ------------------ | ----- | ----- |
| 1       | Annerose Fiedler   | 13,48 | Q     |
| 2       | Tatjana Anisimowa  | 13,54 | Q     |
| 3       | Grażyna Rabsztyn   | 13,71 | Q     |
| 4       | Valeria Ștefănescu | 13,83 | Q     |
| 5       | Lorna Drysdale     | 13,97 | q     |

Bieg 3
| Miejsce | Zawodniczka        | Czas  | Uwagi |
| ------- | ------------------ | ----- | ----- |
| 1       | Teresa Nowak       | 13,20 | Q     |
| 2       | Natalja Lebiediewa | 13,52 | Q     |
| 3       | Penka Sokołowa     | 13,65 | Q     |
| 4       | Gudrun Berend      | 13,66 | Q     |
| 5       | Chantal Réga       | 13,72 | q     |
| 6       | Blondelle Thompson | 13,76 | q     |

### Półfinały
Rozegrano dwa półfinały. Do finału awansowały po cztery najlepsze zawodniczki każdego biegu półfinałowego (Q).
Półfinał 1
| Miejsce | Zawodniczka        | Czas  | Uwagi |
| ------- | ------------------ | ----- | ----- |
| 1       | Annelie Ehrhardt   | 13,03 | Q     |
| 2       | Valeria Ștefănescu | 13,26 | Q     |
| 3       | Natalja Lebiediewa | 13,34 | Q     |
| 4       | Grażyna Rabsztyn   | 13,48 | Q     |
| 5       | Penka Sokołowa     | 13,60 |       |
| 6       | Lorna Drysdale     | 13,68 |       |
| 7       | Chantal Réga       | 13,78 |       |
| 8       | Bożena Nowakowska  | 13,95 |       |

Półfinał 2
| Miejsce | Zawodniczka        | Czas  | Uwagi |
| ------- | ------------------ | ----- | ----- |
| 1       | Teresa Nowak       | 13,18 | Q     |
| 2       | Annerose Fiedler   | 13,28 | Q     |
| 3       | Tatjana Anisimowa  | 13,35 | Q     |
| 4       | Gudrun Berend      | 13,51 | Q     |
| 5       | Judy Vernon        | 13,65 |       |
| 6       | Blondelle Thompson | 13,72 |       |
| 7       | Marlies Koschinski | 13,90 |       |
| 8       | Margit Hansen      | 14,11 |       |

### Finał
| Miejsce | Zawodniczka        | Czas  | Uwagi |
| ------- | ------------------ | ----- | ----- |
| 1       | Annelie Ehrhardt   | 12,66 | CR    |
| 2       | Annerose Fiedler   | 12,89 |       |
| 3       | Teresa Nowak       | 12,91 |       |
| 4       | Valeria Ștefănescu | 13,04 |       |
| 5       | Gudrun Berend      | 13,14 |       |
| 6       | Tatjana Anisimowa  | 13,16 |       |
| 7       | Natalja Lebiediewa | 13,19 |       |
| 8       | Grażyna Rabsztyn   | 13,53 |       |